# Лемуровые
Лему́ровые (лат. Lemuridae) — семейство полуобезьян млекопитающих отряда приматов, эндемичных для Мадагаскара. В Древнем Риме слово «лемур» означало призрак (или дух). Название лемуры было дано этой группе животных, поскольку они ведут в основном ночной образ жизни. Размер этих животных колеблется от мыши до небольшой собаки, некоторые ископаемые лемуры были размером с крупную собаку.
Обитают в тропических лесах, хорошо лазают, бегают и прыгают по ветвям деревьев. Имеют хватательные лапы с хорошо развитыми сильными пальцами, которыми они цепляются за ветви или неровности коры. Питаются плодами, ягодами, листьями, цветами, некоторые также корой, насекомыми, их личинками. Большинство Лемуровых активно ночью или в сумерки, днём спят в дуплах или гнёздах. Живут группами (4—10 особей) и даже стадами (до 60 особей), др. парами и поодиночке. Беременность длится 2—5 мес. Рождают 1—3 детёнышей.
Зубная  формула {\displaystyle I{2 \over 2}C{1 \over 1}P{3 \over 3}M{3 \over 3}}.

## Классификация
В семействе лемуровых 5 родов:
- Обыкновенные лемуры (Eulemur)
  - Eulemur albifrons
  - Eulemur cinereiceps
  - Eulemur collaris
  - Венценосный лемур (Eulemur coronatus)
  - Eulemur flavifrons
  - Бурый лемур (Eulemur fulvus)
  - Чёрный лемур (Eulemur macaco)
  - Мангустовый лемур (Eulemur mongoz)
  - Краснобрюхий лемур (Eulemur rubriventer)
  - Краснолобый лемур (Eulemur rufus)
  - Eulemur rufifrons
  - Eulemur sanfordi
- Род Кроткие лемуры (Hapalemur)
  - Hapalemur alaotrensis
  - Золотистый лемур (Hapalemur aureus)
  - Кроткий лемур (Hapalemur griseus)
  - Hapalemur meridionalis
  - Hapalemur occidentalis
- Род Lemur
  - Кошачий лемур (Lemur catta)
- Род Prolemur
  - Широконосый лемур (Prolemur simus)
- Род Лемуры вари (Varecia)
  - Лемур вари (Varecia variegata)
  - Рыжий вари (Varecia rubra)
- † Род Pachylemur
  - † Pachylemur insignis
  - † Pachylemur jullyi